# Плутонг
Плутонг (от фр. peloton, клубок, ком, рой — взвод) — название низших подразделений в Русской императорской армии.
В Толковом словаре живого великорусского языка Владимира Даля плутонг определяется как небольшое отделение войска в строю, для стрельбы плутонгами, мелкими залпами.

Пальба будет! Заряжай ружьё! — Плутонгами, полудивизионами, дивизионами.— А. В. Суворов
  Отсюда плутонговое управление — когда огнём каждого плутонга управляет отдельное лицо.

## История
Изначально плутонг был не штатной единицей, а элементом организации ружейного огня пехоты. Впервые введён шведским королём Густавом Адольфом в 1618 году. Система плутонгов была позднее принята в армиях Британии, Австрии, Голландии и России.
В русской армии XVIII века плутонгом называлось низшее подразделение пехоты, которое соответствует современному взводу. Введено Петром I. Деление по плутонгам применялось и в строю, и боевом порядке, в частности, фузилёры, пикинёры, солдаты и так далее стреляли плутонгами (залп всего подразделения, когда один ряд с колена заряжал, а другой, стоя, давал огонь).
В тот период времени пальба (стрельба) в бою велась несколькими методами, в том числе и плутонгами. Для этого рота выстраивалась в шеренги и делилась на 4 плутонга (взвода). При пальбе плутонги палили поочередно — таким образом ружейный огонь прокатывался вдоль строя роты. Этот метод пальбы тогда считался наиболее прогрессивным в военном деле и широко использовался сначала в голландской, затем в английской и русской армиях.
На кораблях русского флота XVIII — начала XX века плутонг составлял каждое отдельное морское орудие или несколько орудий (группу орудий) одинакового (иногда и разного) калибра, расположенных в отдельном помещении (отсеке) и удобных для управления одним лицом. Плутонг примерно соответствует современному понятию расчёт и батарея. Орудия плутонга (если их было два или более) располагались так, чтобы было возможно общее управление голосом, и действовали одновременно по одной цели.